# Bjerringbro
Bjerringbro är en ort på Jylland i Danmark.   Den ligger i Viborgs kommun och Region Mittjylland. Bjerringbro ligger 14 meter över havet och antalet invånare är 7 551. Närmaste större samhälle är Viborg, 18 km nordväst om Bjerringbro. Trakten runt Bjerringbro består till största delen av jordbruksmark.